# 돛자리 초신성잔해
돛자리 초신성 잔해(Vela supernova remnant)은 돛자리에 있는 초신성 잔해이다. 근원이 되는 초신성은 약 11,000 ~ 12,300년 전에 (약 800광년 떨어진 거리에서) 폭발하였다. 1968년 시드니 대학의 천문학자가 돛자리 초신성 잔해와 돛자리 펄사를 연관시켰고, 초신성이 중성자별을 생성함이 직접적으로 증명되었다.
돛자리 초신성 잔해는 NGC 2736을 포함한다. 또한, 그보다 4배는 멀리 떨어져 있는 고물자리 초신성 잔해와껌 성운과도 겹쳐진다. 이들은 X-선 천문학에서 가장 크고 밝은 천체에 해당된다.

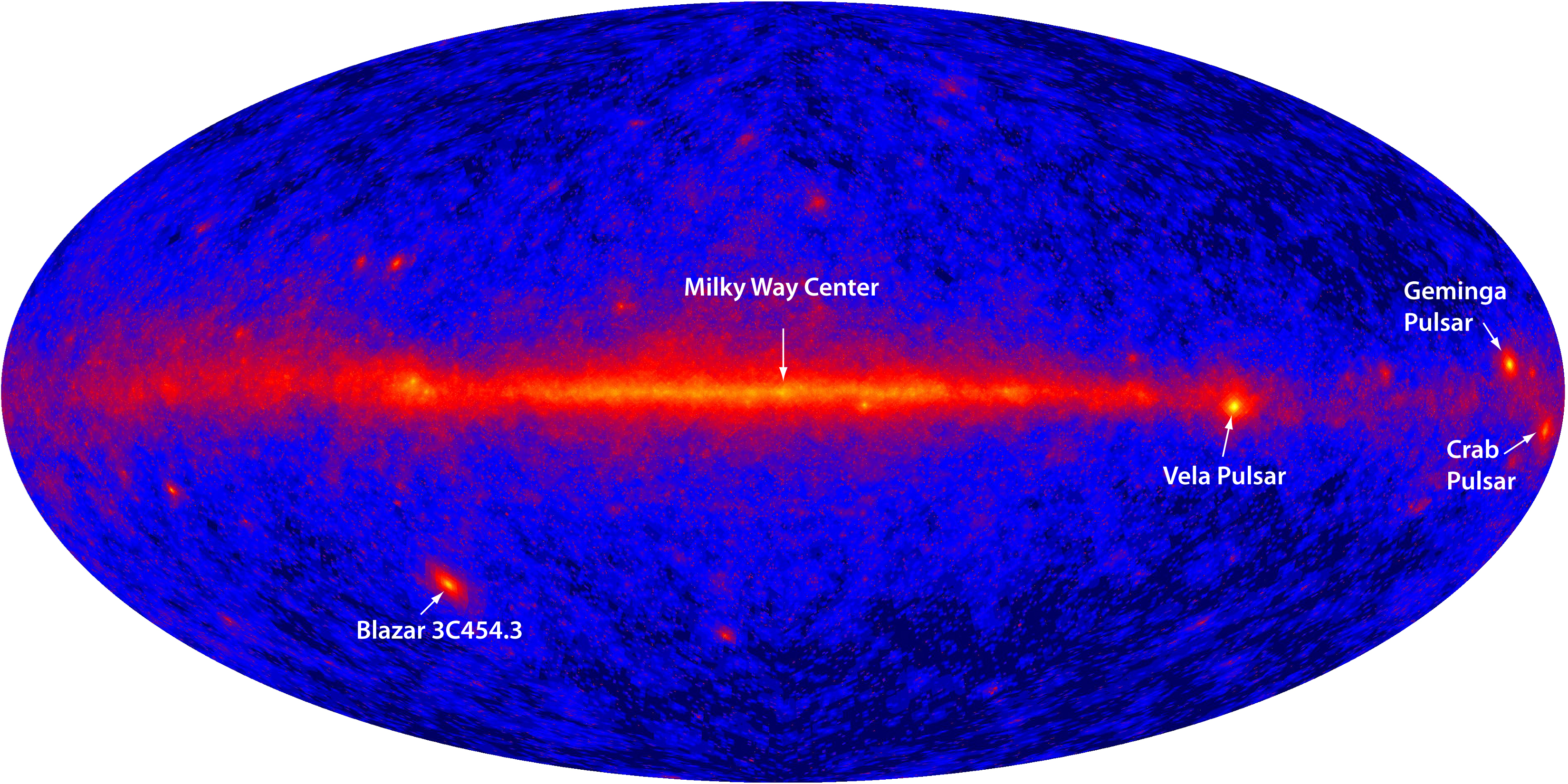
은하수에서의 돛자리의 위치 (우측 중간)
출처 : NASA/DOE/International LAT Team.

돛자리 초신성 잔해는 알려진 것 중 가장 가까운 초신성 잔해이기도 하다. 1998년에는 돛자리 초신성 잔해의 남동부로 볼 수 있는 또 하나의 초신성 잔해(RX_J0822-4300)가 발견되었다. 거리는 약 650 광년으로 추정되었고, 여전히 티타늄-44의 붕괴로 인한 감마선을 방출하고 있어서 천 년 이내에 폭발한 것으로 추측되고 있다.

## 같이 보기
- 초신성잔해 목록
- 초신성 목록